# Tullio Pizzorno
Tullio Mario Pizzorno (Milán, 10 de febrero de 1921-Thiene, 28 de julio de 1988) fue un deportista italiano que compitió en vela en la clase Flying Dutchman. Ganó una medalla de oro en el Campeonato Mundial de Flying Dutchman de 1959.

## Palmarés internacional
| Campeonato Mundial | Campeonato Mundial       | Campeonato Mundial | Campeonato Mundial |
| Año                | Lugar                    | Medalla            | Clase              |
| ------------------ | ------------------------ | ------------------ | ------------------ |
| 1959               | Whitstable (Reino Unido) | Medalla de oro     | Flying Dutchman    |